# Lijst van voetbalinterlands Canada - Sovjet-Unie (vrouwen)
Deze lijst van voetbalinterlands is een overzicht van alle officiële voetbalinterlands tussen de nationale vrouwenteams van Canada en de Sovjet-Unie. De landen hebben twee keer tegen elkaar gespeeld.

## Wedstrijden
| № | Plaats | Datum         | Competitie            | Wedstrijd            | Uitslag |
| - | ------ | ------------- | --------------------- | -------------------- | ------- |
| 1 | Varna  | 16 april 1990 | Grand Hotel Varna Cup | Canada − Sovjet-Unie | 1 − 1   |
| 2 | Varna  | 21 april 1990 | Grand Hotel Varna Cup | Canada − Sovjet-Unie | 5 − 0   |

## Samenvatting
| Competitie            | Totaal gespeeld | Winst Canada | Gelijk | Winst Sovjet-Unie | Doelsaldo Canada – Sovjet-Unie |
| --------------------- | --------------- | ------------ | ------ | ----------------- | ------------------------------ |
| Grand Hotel Varna Cup | 2               | 1            | 1      | 0                 | 6 − 1                          |
| Totaal                | 2               | 1            | 1      | 0                 | 6 − 1                          |